# Placebo (groupe)
Pour les articles homonymes, voir Placebo.
Placebo (prononcé en anglais : [pləˈsiːbəʊ], [pləˈsiːboʊ]) est un groupe de rock alternatif britannique, originaire de Londres, en Angleterre. Il est formé en 1994 par Brian Molko et Stefan Olsdal, qui sont d'abord accompagnés par Robert Schultzberg jusqu'en 1996, puis Steve Hewitt jusqu'en 2007, et Steve Forrest jusqu'en 2015.
Le style musical et les textes de Placebo se distinguent par une inclination romantique exacerbée. Autrefois allié à une imagerie provocante et excessive alimentant l'image sulfureuse du groupe, ce romantisme exubérant s'inscrit désormais dans une attitude plus introvertie. Opérant un changement progressif de son image et de sa musique, le groupe peut être affilié au punk rock pour ses débuts, puis au rock alternatif et à la power pop.
Placebo gagne une reconnaissance internationale, ayant vendu en 2011 plus de onze millions d'exemplaires de ses albums à travers le monde, et est connu du grand public pour ses titres Nancy Boy, Pure Morning, Every You Every Me, Special K, The Bitter End, Protège-moi, Meds ou encore Song to Say Goodbye, et certaines reprises comme Johnny and Mary (Robert Palmer) ou Running Up that Hill (Kate Bush).
Le huitième album du groupe Never Let Me Go sort le 25 mars 2022. Le premier single Beautiful James est sorti le 17 septembre 2021.

## Biographie

### Débuts (1994)
Les tout premiers balbutiements de ce qui deviendra Placebo se font entendre au début des années 1990 à Deptford dans le Grand Londres où les musiciens Brian Molko (écossais et américain) et Steve Hewitt (anglais) se réunissent pour jouer par intermittence dans des pubs. Ces derniers se sont rencontrés au Burger King de Lewisham par l'intermédiaire d'une amie commune. Autodidacte, Brian Molko perfectionne son jeu de guitare depuis ses seize ans et en parallèle de ses études d'art dramatique au Goldsmith's College de Londres. Quant à Steve Hewitt, il joue de la batterie depuis l'âge de onze ans et possède un bagage musical conséquent, grâce aux nombreux groupes auxquels il a participé jusqu'alors.
C'est en janvier 1994 que les choses prennent une véritable tournure avec la rencontre entre Brian Molko et Stefan Olsdal (Suédois) à la station de métro South Kensington de Londres. Anciens camarades de classe à l'American International School of Luxembourg au Luxembourg, ils n'y ont pourtant jamais eu de véritables liens mais la guitare que transporte Stefan Olsdal, alors étudiant au Musician Institute de Londres, est néanmoins un sujet de discussion. Brian Molko finit par l'inviter à assister à la prestation qu'il donne le soir même en compagnie de Steve Hewitt sous le nom d'Ashtray Heart. Celle-ci a lieu au Round The Bend de Deptford et Stefan Olsdal bien que dubitatif au préalable est conquis par la voix du chanteur-guitariste et lui propose de travailler avec lui sur la formation d'un groupe de rock.
Les deux jeunes hommes, qui conservent provisoirement le nom Ashtray Heart, montent des premières maquettes puis les enregistrent à l'aide d'instruments et un magnétophone de fortune d'abord en compagnie de Steve Hewitt. Mais ce dernier se voit obligé d'honorer les contrats qui le lient à d'autres groupes. C'est pourquoi en octobre 1994, le suisse Robert Schultzberg, ami d'enfance de Stefan Olsdal, comble la place vacante et le trio se rebaptise Placebo, ce qui signifie en latin « je te plairai ».

### Placebo(1995–1997)
La formation choisit ce nom car le mot sonne bien, qu'il est prononçable dans plusieurs langues et surtout parce qu'un placebo n'est qu'un leurre, une façon pour le groupe de se démarquer de la tendance des années 1990 d'appeler les groupes par des noms de médicaments en référence à The Cure. Les premières démos sont enregistrées au mois de mars 1995 aux studios Sound Advice de Deptford ; ainsi voient entre autres le jour Nancy Boy, Teenage Angst et 36 Degrees. Avec une tendance punk, les compositions restent techniquement simples à l'image des courants des années 1980 prônant le do it yourself et privilégient l'énergie et l'émotion : des caractéristiques qui resteront la marque de fabrique de Placebo qui se trouve alors aux antipodes du courant britpop des années 1990.
Les maisons de disques anglaises subodorent la bonne affaire et se pressent pour faire signer Placebo qui préfère temporiser. Le groupe gagne sa place sur une compilation après un concours et présente Bruise Pristine sur un 45-tours édité par le label Fierce Panda Records dès le 30 octobre 1995. Quatre mois plus tard, le 5 février 1996, Placebo sort son premier véritable single Come Home chez Deceptive Records avant de signer pour cinq albums avec un autre label, Hut Recordings, sous label de Virgin Records (EMI), en créant au passage son propre label Elevator Music. Dans la foulée, Placebo est invité par David Bowie pour assurer la première partie de ses concerts sur l'Outside Tour, ce qui permet au groupe d'évoluer pour la première fois dans de grandes salles. Quelques mois plus tard, la formation sort son premier album éponyme Placebo, le 17 juillet 1996. Le New York Times compare alors le groupe « aux formations de la première vague du rock post-punk, en particulier à New Order, The Cure, Siouxsie and the Banshees, le U2 des débuts et aux Talking Heads ».
L'album, produit par Brad Wood, connaît un succès d'autant plus rapide que la presse à scandale britannique s'empare des paroles subversives et provocantes ainsi que de la personnalité de leur auteur Brian Molko qui, par une androgynie dessinée au maquillage et une voix nasillarde et traînante, suscite de nombreuses réactions, aussi bien d'admiration que de rejet. Sex, Drugs & Rock'n'roll, entrevues irrévérencieuses, ambiances glauques, un cocktail efficace qui, associé à un rock incisif et pressant qualifié de punk rock, conquiert le public. Auteur des paroles, Brian Molko décharge ici toute la frustration emmagasinée pendant deux années de chômage, donnant un aspect émotionnel aux compositions dégageant beaucoup d'urgence et de colère. Les textes apparaissent autobiographiques bien qu'ils soient sans aucun doute romancés. Pour Anne-Claire Norot, des Inrockuptibles, « Placebo réconcilie le rock avec ses déserteurs : fulgurance, frustration, panache et dynamique. Depuis les Pixies et Nirvana, on n'avait pas entendu rock aussi violemment voluptueux, aussi sauvagement tendre que dans les chansons troublantes de Brian Molko, star déjà authentifiée par Bowie ou Iggy Pop. »
Glamour et décadence sont les ingrédients qui séduisent les nouveaux fans. Dans ce registre, le titre Nancy Boy sort en janvier 1997 et atteint la quatrième place du hit-parade britannique ; ce qui en fait aujourd'hui encore le plus grand succès commercial d'un single de Placebo dans ce pays, égalé par la suite par Pure Morning. Ce morceau devient un hymne symbolisant les débuts du groupe, accompagné de Teenage Angst et 36 Degrees. Sur scène, ces chansons ont le point commun de dégager un son très noisy recouvrant la voix particulière de Brian Molko s'acharnant sur sa guitare surnommée Bitch, une Fender Jaguar rouge et blanche. À ses côtés, Stefan Olsdal ne joue alors qu'exclusivement de la basse, instrument prenant une place prépondérante dans la musique du trio formé sur le concept basse, guitare, batterie. Cependant, le caractère haut en couleur du leader Brian Molko et celui de Robert Schultzberg ne s'accordent plus ; un différend entre les deux hommes existe depuis septembre 1995 mais, soucieux de ne pas porter atteinte à la pérennité du groupe, un consensus tacite assure la formation jusqu'à la sortie de l'album et sa promotion. La situation se dégrade lors de l'été 1996 et Robert Schultzberg est prié de quitter le groupe le plus rapidement possible. Steve Hewitt est tout désigné pour prendre la relève et reprend du service à l'aube de la première véritable tournée le 13 octobre 1996. La composition du groupe reste dès lors inchangée jusqu'en 2007.

### Without you I'm Nothing(1998–1999)
Après deux années de concerts incessants, notamment aux côtés de David Bowie au Madison Square Garden pour fêter son cinquantième anniversaire en janvier 1997 et en première partie de U2 en septembre 1997 au Parc des Princes et au Stade olympique Lluís-Companys, l'album Without You I'm Nothing (« sans toi je ne suis rien ») produit par Steve Osborne sort le 12 octobre 1998. Contrairement à son prédécesseur qui faisait la part belle aux provocations et à l'exubérance propre à la frustration adolescente, Without You I'm Nothing met l'accent sur l'intimité, l'amour et l'amitié principalement inspirées des frasques relationnelles du leader Brian Molko, qui explore des sentiments plus adultes tels que le spleen notamment sur le titre Without You I'm Nothing. Le meneur démontre son savoir-faire en matière d'écriture et pose une voix bien plus sûre que par le passé. Musicalement, les compositions évoluent vers plus de finesse et entrent dans le rock alternatif, mélange moderne de punk, de pop et de rock, inspiré des groupes « indépendants » des années 1980. L'arrivée de Steve Hewitt a incontestablement recadré le groupe et lui a insufflé une grande bouffée d'expérience. Pour la nouvelle tournée qui s'annonce, William Lloyd, véritable ami, jusque-là homme à tout faire chez Placebo, monte sur scène pour donner de l'ampleur aux nouvelles compositions en tant que guitariste ou bassiste, permettant ainsi à Stefan Olsdal d'alterner entre ces deux instruments sur scène.
Apparaissant comme un lendemain de fête, le deuxième album est l'occasion pour Placebo de faire table rase de ses excès de jeunesse et de dévoiler toutes ses qualités musicales et artistiques avec des morceaux comme Pure Morning qui décroche la quatrième place du hit-parade britannique, égalant ainsi le record établi par Nancy Boy un an plus tôt. Le morceau Without You I'm Nothing est l'occasion d'accueillir la voix de David Bowie qui aura soutenu et aidé Placebo depuis les tout débuts de leur carrière et les invite à nouveau à chanter avec lui aux Brit Awards 99. Une filiation toute désignée car Placebo arbore un look résolument provocateur et androgyne : robes, jupes, collants et maquillage sont les attributs du look Placebo sur scène ; ce qui vaut parfois au groupe une affiliation au glam rock. Stefan Olsdal et Brian Molko sont alors au paroxysme de l'époque « travestis » de Placebo (voir le concept Placebo) ; ce dernier ayant fait du théâtre il exploite au maximum l'image pour créer un aspect dramatique et retranscrire sur scène, lors de la nouvelle tournée, l'ambiance douloureuse qui caractérise les chansons de l'album comme My Sweet Prince ou la sensualité d'Every You Every Me qui devient un tube ainsi que la bande originale du film Sexe Intentions. Toujours dans ce registre, Steven Hewitt, Brian Molko et Stefan Olsdal participent au tournage du film Velvet Goldmine sur le glam rock et y tiennent chacun un rôle en y interprétant 20th Century Boy de T. Rex. Placebo produit luxure, androgynie, musique et textes chevillés au corps, riches dans le fond et la forme.

« De 1996 à 1998 inclus, Placebo a été le meilleur groupe de rock du monde. À son crédit, un premier essai ravageur, des faces B entrées dans l'Histoire, des concerts incandescents et un deuxième effort appelé à rester un classique des années 1990, Without You I'm Nothing. »

— Vincent Théval, Magic !, Mars 2003.

### Black Market Music(2000–2001)

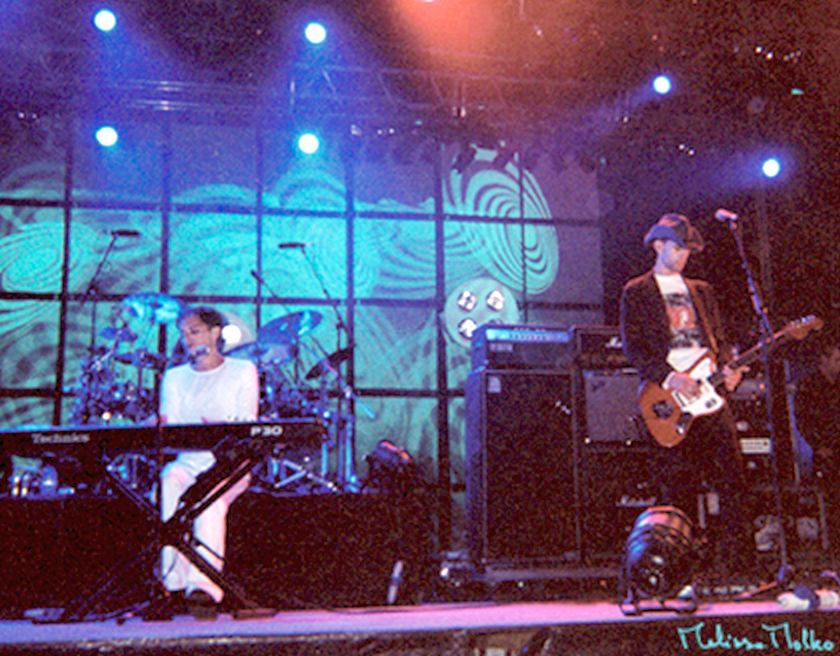
Brian Molko et Stefan Olsdal en août 2001.

En deux albums, Placebo s'est imposé dans le paysage musical et a prouvé que le rock n'était pas mort face à l'hégémonie de la techno en cette fin des années 1990. À cet égard il suscite un grand espoir quant au renouveau de la scène britannique. Dépositaire d'un son et d'une attitude qui a fait scandale, même s'il s'est toujours défendu de nourrir les clichés du rock, Placebo et notamment Brian Molko entretient des relations impudentes avec la presse et le New Musical Express. Mais fort du succès rencontré par son deuxième album, Placebo s'en va défendre bec et ongle son troisième, Black Market Music, écrit à la fin de l'année 1999, enregistré en 2000 sous la production de Paul Corkett aux studios Olympic de Londres et sorti le 9 octobre 2000.

Dès 1998, Placebo avait prévenu ses fans qu'il se sentait l'envie d'intégrer de nouveaux styles à sa musique et c'est chose faite dans ce dernier opus. Car ici le groupe n'hésite pas à incorporer de l'électro et du hip-hop voire des ambiances jazz. Poussé par le contexte économique et social de fin de siècle, Placebo oublie un instant son nombril pour jeter un regard sur la société qui l'entoure. L'album est donc bien plus hétérogène que son prédécesseur : ballades pop à textes polémiques pour Slave to the Wage ou Blue American, et titres rock à souhait pour Special K, se mêlent équitablement aux titres cafardeux et romantiques. Contrairement à l'accoutumée, les textes de Brian Molko ne sont plus dirigés à son encontre mais à celle du genre humain : une nouvelle thérapie pour Placebo. Neuf mois sont nécessaires à l'enregistrement de cet album au son plus métallique que ses prédécesseurs et volontairement provocateur à l'égard de la religion et de la politique. Les fans de la première heure renâclent devant cette nouvelle orientation musicale mais le groupe trouve un nouveau public et l'album est un grand succès commercial avec rapidement trois millions de disques vendus. Cependant, les critiques rencontrées par ce troisième opus sont bien moins dithyrambiques que pour Without You I'm Nothing. 

« Pour Placebo, l'heure est aux lendemains de cuite, et il faut compter les dents qui restent. Bilan : les gencives tiennent toujours le coup, mais il serait temps de changer ses plombages. »

— Estelle Chardac, Magic !, octobre 2000.
La tournée débute le 20 juillet 2000 au Zodiac Club d'Oxford pour un concert privé réservé au fan club Silver Rocket. S'ensuit la plupart des festivals estivaux et des concerts jusqu'en octobre 2001, de par le monde où, sur scène, Brian Molko et Stefan Olsdal ont troqué leurs robes et collants pour des pantalons et manteaux de cuir assortis à l'ambiance qui s'impose sur Black Market Music.

### Sleeping with Ghosts(2002–2005)
L'année 2002 est consacrée à l'écriture et à l'enregistrement du quatrième album. Cependant Brian Molko se fait remarquer en tant que DJ et participe au projet Trash Palace de Dimitri Tikovoï : collaboration éclectique d'artistes visant à remettre le « trash » à la mode, dans une ambiance de bordel.
Placebo revient au devant de la scène le 24 mars 2003 avec Sleeping with Ghosts (« dormir avec des fantômes ») produit par Jim Abbiss. L'électronique expérimentée depuis le Pure Morning de Without You I'm Nothing, fait maintenant partie intégrante de presque tous les morceaux et pousse le groupe à engager un musicien supplémentaire afin d'exploiter au mieux les nouveaux aspects de sa musique. C'est Xavior Roide, membre du groupe Dex Dexter, qui avait joué aux côtés de Placebo dans Velvet Goldmine qui est engagé pour les claviers et les effets. Cependant, dès les premiers concerts de la tournée, les titres de Sleeping With Ghosts revêtent un timbre beaucoup plus rock que dans leur version studio.
Le rock caustique de Placebo est devenu un rock épuré. Avec des morceaux rapides et dynamiques comme The Bitter End, This Picture, mais aussi des titres plus doux et plus subtils comme Special Needs ou Protect Me From What I Want (Protège-moi dans la version française, qui deviendra la bande-son du film français Hell), Placebo tourne en boucle sur les radios européennes. Il s'agit ainsi d'un continent sur lequel le groupe devient l'un des acteurs majeurs de la scène rock, en cultivant son ambiguïté. Les ventes explosent, dopées par une promotion sans égale dans la carrière du groupe, surtout en France où il rencontre un très net succès depuis ses débuts : Sleeping With Ghosts se classe à la première place du classement de ventes d'albums et est certifié double disque de platine.

C'est également à ce moment que s'effectue un renouvellement du public du groupe: les fans de la première heure désabusés par la commercialisation de Placebo s'en vont et de nouveaux arrivent, aguichés par les passages récurrents des nouveaux tubes de Placebo sur les ondes. Du côté de la presse, on déplore que Placebo fasse du « sur place » depuis son deuxième album et ne parvienne pas à en trouver un digne successeur dans l'innovation plutôt que dans l'imitation. 

« Au nom de ses glorieux faits d'armes et en souvenir de ses débuts fulgurants, on a très tôt décidé de ne pardonner à Placebo aucune facilité, aucune baisse de régime. »

— Vincent Théval, Magic !, Mars 2003.
La tournée qui s'ensuit est un véritable succès et c'est le concert au Palais omnisports de Paris-Bercy du 18 octobre 2003, à l'occasion duquel le groupe invite Frank Black sur scène pour une reprise de Where Is My Mind?, qui est choisi pour y enregistrer le premier album live du groupe, Soulmates Never Die: Live in Paris 2003 (« les âmes sœurs ne meurent jamais »), commercialisé en DVD en 2004. Saisissant l'opportunité, la maison de disques sort une compilation de singles intitulée Once More with Feeling (« une fois de plus, avec sentiment»), accompagnée de deux nouveaux titres. L'opération pousse Placebo à poursuivre sa tournée jusqu'au mois d'avril 2005 en Amérique du Sud.
Trois mois après la fin de sa tournée sud-américaine, Placebo remonte sur scène le 2 juillet à Paris à l'occasion du Live 8 puis s'accorde une période de repos avant l'enregistrement du cinquième album. Le repos est de courte durée car 2005 et 2006 sont des années très riches en collaborations. Ainsi, Brian Molko a pu apparaître aux côtés de Jane Birkin, Timo Maas et Indochine ; Stefan Olsdal a quant à lui pu s'investir dans son projet personnel, Hôtel Persona. Placebo a également participé à une compilation en souvenir de Serge Gainsbourg, en réinterprétant The Ballad of Melody Nelson. Lors du show pour le vingtième anniversaire de Canal+, Placebo est au côté de The Cure pour y interpréter le titre de ce groupe, If Only Tonight We Could Sleep. Brian Molko a toujours déclaré qu'il a été fortement influencé par ce groupe et a d'ailleurs interviewé Robert Smith en 2001 pour le magazine français les Inrockuptibles.

### Meds(2006–2007)

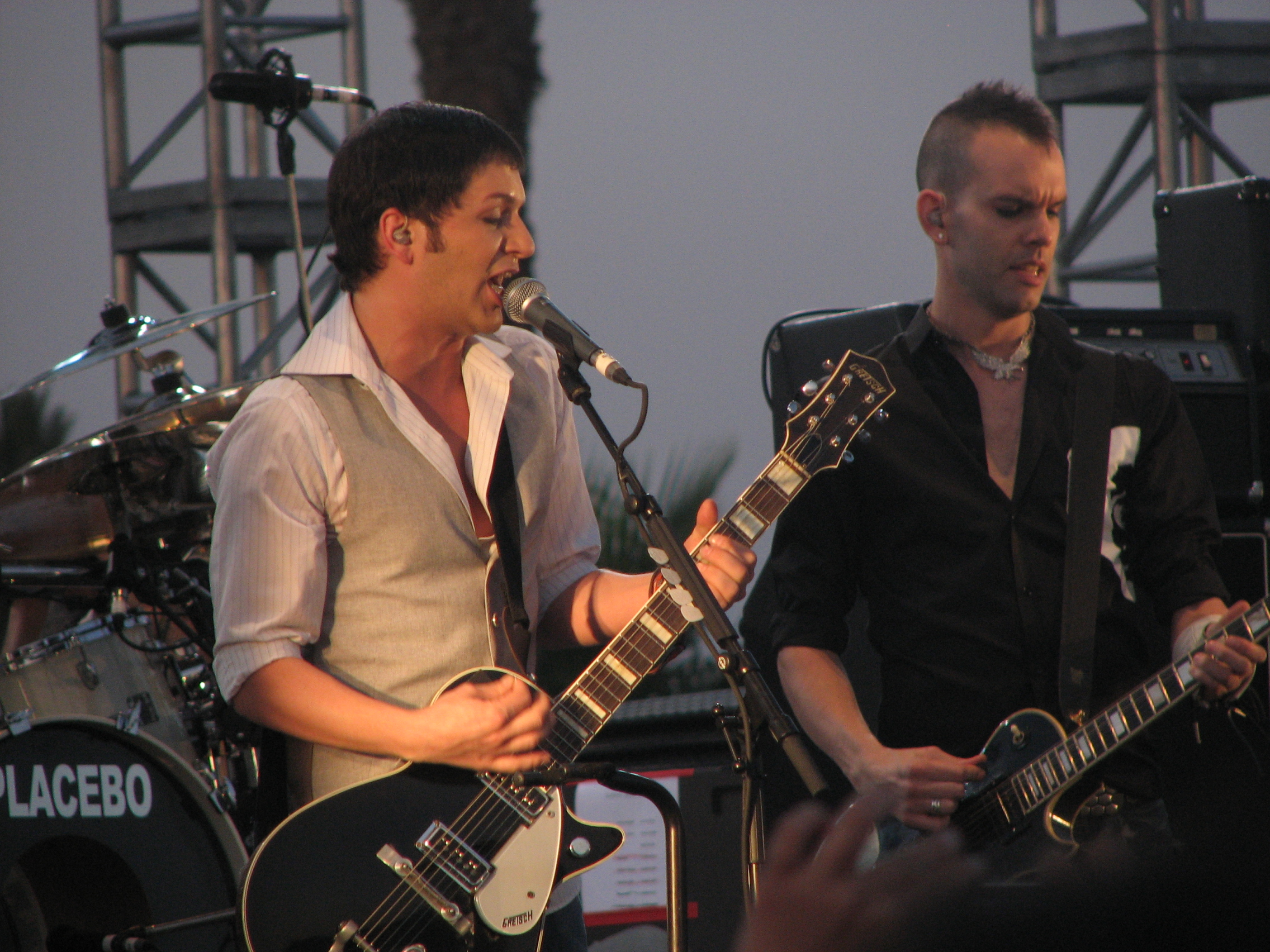
Brian Molko et Stefan Olsdal au Coachella Festival en avril 2007.

Après avoir composé la plupart des nouveaux titres dans le sud de la France, le groupe se réunit aux studios RAK de Londres et entame l'enregistrement du prochain album qui ne durera que quatre mois : une des raisons pour lesquelles ce cinquième album, Meds, est annoncé comme un réel retour aux sources car enregistré à l'instinct, sans fioriture ni ordinateur qui avaient livré le précédent sous anesthésie. Celui-ci se veut plus accessible et universel, beaucoup moins ésotérique que ses prédécesseurs. Sorti le 13 mars 2006 il est produit par Dimitri Tikovoi avec qui le groupe avait déjà enregistré différentes Face B et qui a produit Trash Palace, album sur lequel Brian Molko était apparu.
Finis la provocation et les gadgets, la drogue et le sexe : changement d'orientation ou de stratégie donc, le groupe veut faire oublier son image de « travestis ». L'album se clôt sur le titre Song to Say Goodbye dans lequel Placebo tire un trait sur son passé sous forme d'une lettre d'adieu. Dans un documentaire intitulé The Death of Nancy Boy, le groupe explique comment ce nouvel album marque un nouveau départ en « [tuant] la chose pour laquelle [il] est le plus célèbre ». Encensé par la presse grand public mais ne rencontrant pas le succès commercial escompté, Meds est loin de faire l'unanimité dans la presse spécialisée et parmi les fans, qui pour certains le trouvent assurément insipide et accompagné de textes bien moins sophistiqués que par le passé. Mais maintenant que le groupe a refermé les portes sur son passé, celui-ci semble fin prêt à se tourner vers l'avenir. À ce sujet, Stefan Olsdal confie au tout début de l'année 2007 : « Le meilleur album de Placebo n'a pas encore vu le jour. Si on le fait, ce sera le jour où nous arrêterons. »

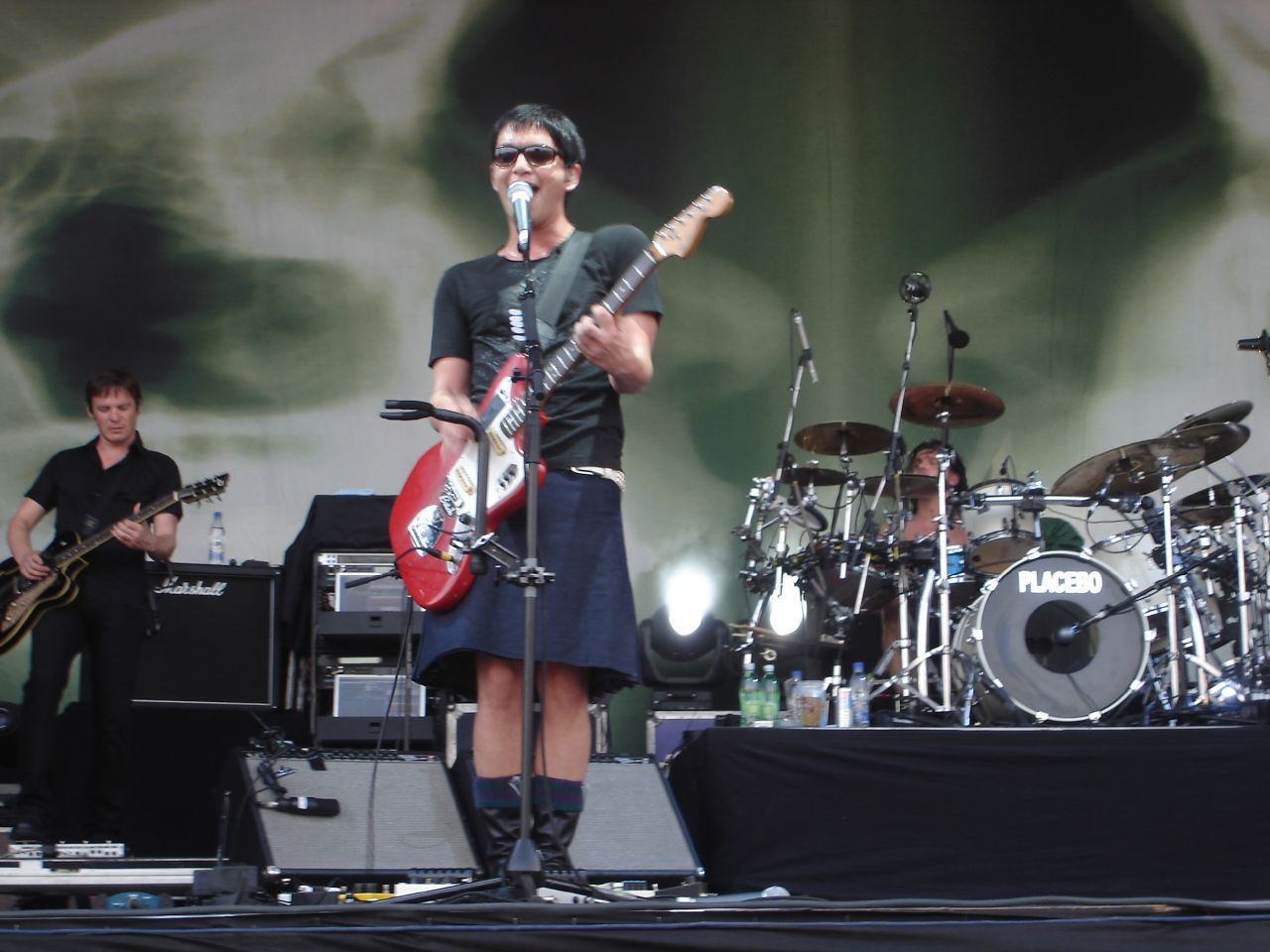
Brian Molko en juin 2007. À l'arrière-plan de gauche à droite : Alex Lee et Steve Hewitt.

Sur scène, Xavior Roide cède sa place à Alex Lee, ancien membre du groupe Suede. Alors que Xavior Roide ne s'occupait que des claviers, Alex Lee joue également de la guitare et s'occupe notamment des effets et parties rythmiques, portant à trois le nombre de guitares sur scène pour certains titres. De par le monde, le public est au rendez-vous d'une tournée dont les prestations sont pourtant données avec de moins en moins d'entrain, révélant une véritable lassitude sur scène et au sein du groupe. Au cours de l'année 2007, Placebo participe au festival itinérant Projekt Revolution Tour à travers les États-Unis, où on le voit relégué en première partie de premières parties, devant des publics clairsemés visiblement peu intéressés par le groupe agacé, donnant des concerts expéditifs et qui s'efforce en vain depuis des années de percer outre-Atlantique.
Quelques mois plus tard, alors que des rumeurs courent sur d'éventuels projets solitaires de Steve Hewitt et Brian Molko, le départ de Steve Hewitt est révélé le 1er octobre 2007. Presque onze ans jour pour jour après son arrivée au sein du groupe, le batteur s'en va pour « raisons de divergences musicales et personnelles. » Brian Molko confie alors qu'« être dans un groupe, c'est comme être marié, dans un couple ; un trio en l'occurrence. Les gens finissent par s'éloigner au fil du temps. Ce n'est pas qu'ils ne s'aiment plus, car ils restent attachés à tout ce qu'ils ont traversé ensemble. Mais arrive un moment où ils réalisent qu'ils n'attendent plus la même chose de leur relation et que vivre sous le même toit devient compliqué, pour ainsi dire. »
En 2009, Brian Molko et Stefan Olsdal reviennent sur cette séparation. « Pendant l'enregistrement de Meds[…] Nous sommes sortis du studio sans fierté, désunis, lessivés. Mais il y avait une tournée à assumer, alors nous sommes partis au front, comme si de rien n'était. » Brian Molko analyse que c'était « juste la retombée d'une idée qui avait fait son temps et des relations personnelles devenues pourries. On n'avait plus envie d'être créatifs ensemble, l'idée qui nous menait depuis des années était fracturée et bancale.[...] On avait soudain choppé le sentiment d'aller au boulot et ce n'était pas la raison pour laquelle nous avions créé Placebo » car « Placebo n'était plus un groupe (band), mais une marque (brand). » Et pour Stefan Olsdal, « c'était le début d'un groupe qui commençait à être malade. C'était un groupe qui n'était pas en bonne santé. Les sessions d'enregistrement de Meds et la tournée ont vu la fin de Placebo chapitre deux. Brian et moi nous sommes retrouvés à la fin de la tournée Meds et on s'est dit: « Écoute. Ce groupe est en mauvaise posture pour parvenir à faire de plus belles choses, pour devenir un meilleur groupe. »

### Battle for the Sun(2008–2011)

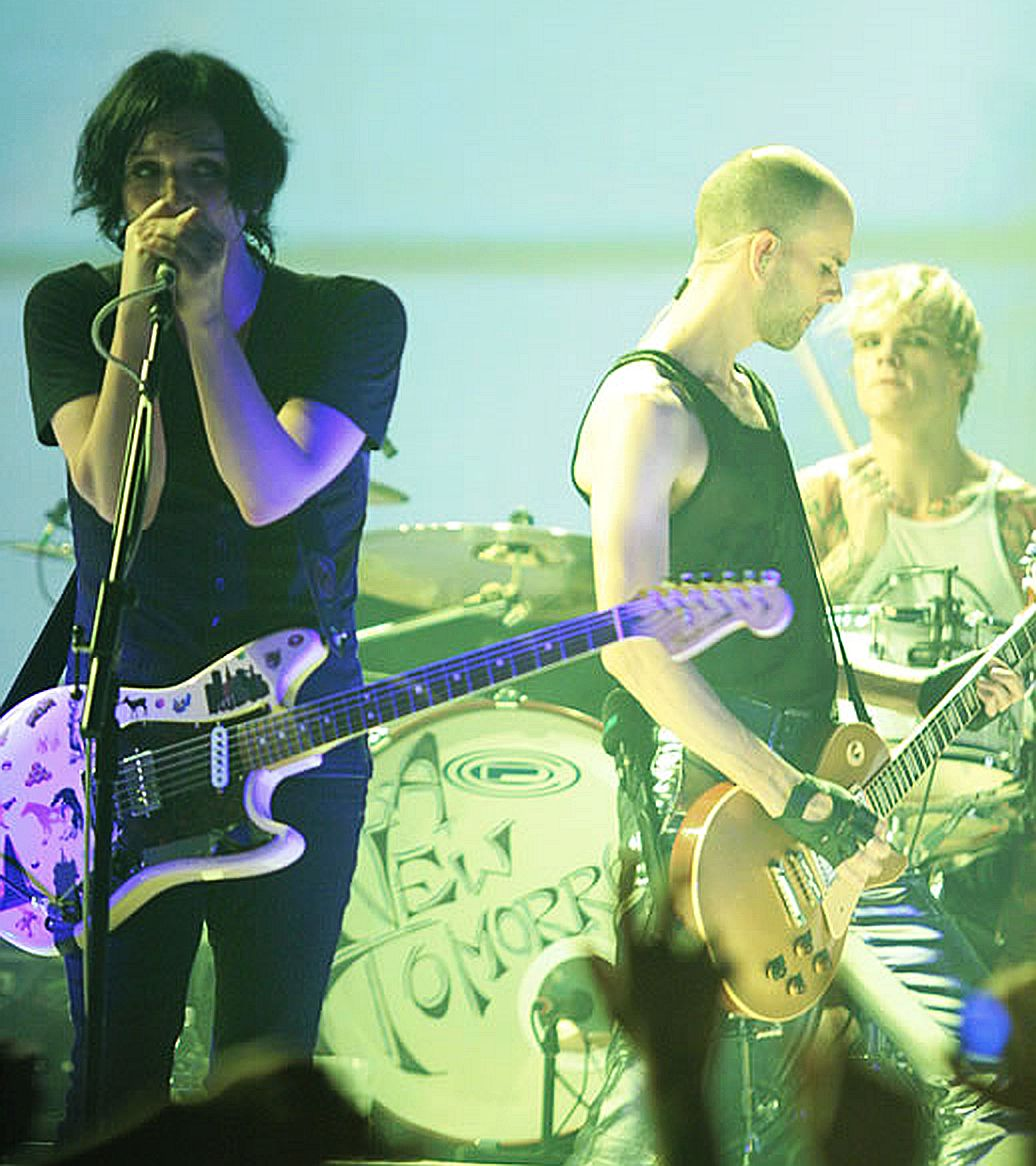
Placebo en concert à Bologne le 29 novembre 2009. De gauche à droite : Molko, Olsdal, Forrest.

D'octobre 2007 à août 2008, les rumeurs vont bon train puisqu'aucune nouvelle officielle n'émane du groupe hormis celles concernant Hotel Persona, le projet personnel de Stefan Olsdal qui se concrétise par la sortie d'un premier album. Cependant, il n'a jamais été question de mettre un terme à Placebo car comme l'explique Brian Molko : « nous nous sommes tellement investis dans ce groupe qu'on ne pouvait pas tout arrêter du jour au lendemain. [...] Faire partie de ce groupe, écrire des chansons, c'est ce que nous savons faire de mieux, c'est ce qui compte le plus à nos yeux et on ne se voyait pas faire autre chose. »
Les raisons de ce silence s'expliquent en coulisses, car depuis janvier 2008 Brian Molko et Stefan Olsdal font connaissance avec Steve Forrest (Américain, Californien). Ancien batteur du groupe Evaline, il avait eu l'occasion d'ouvrir les concerts de la tournée américaine de Placebo en octobre 2006. Ayant appris le départ de Steve Hewitt et étant lui-même sans groupe, ce dernier prend contact avec Placebo d'abord par l'intermédiaire du manager du groupe, avant d'être invité à Londres par Brian Molko et Stefan Olsdal afin de se découvrir et finalement pour entamer des sessions de répétitions. Mais ce n'est qu'en août 2008, lorsque Placebo annonce l'effectivité de son sixième album enregistré aux studios Metalworks de Toronto sur invitation du producteur David Bottrill, que Steve Forrest est présenté comme le nouveau batteur et troisième membre officiel de Placebo. Choisi non seulement pour son talent mais aussi pour sa jeunesse et son enthousiasme, Steve Forrest, de quatorze et douze ans le cadet de ses partenaires car alors âgé de 22 ans, symbolise la renaissance salvatrice de Placebo.
Le 7 décembre 2008, Steve Forrest officie pour la première fois sur scène, à l'occasion d'un concert caritatif visant à sensibiliser l'opinion au sujet de l'exploitation des humains, donné sur le site du temple d'Angkor Vat au Cambodge. À l'occasion de ce concert exotique, Placebo a entièrement revisité quelques-uns de ses titres et joué en compagnie de la violoniste Fiona Brice qui s'est occupée des cordes pour l'enregistrement de Meds et du nouvel album.
Son contrat avec Virgin Records ayant pris fin à la sortie de Meds, au terme de cinq réalisations, Placebo s'est retrouvé libre de tout engagement et a décidé d'autofinancer son sixième album. Intitulé Battle for the Sun, ce dernier se verra diffusé en Europe à travers le label indépendant PIAS et sous le nouveau label propre à Placebo : Dreambrother, qui tire son nom du refrain de la chanson titre de l'album. Au travers de son sixième opus sorti le 8 juin 2009, Placebo compte définitivement tourner le dos aux troubles de ses trois dernières années de la plus belle des manières. En réaction au précédent album jugé a posteriori trop claustrophobe, Battle for the Sun, par ses accents « hard pop » et épiques, s'avère effectivement plus coloré que son prédécesseur. Sébastien Delecroix, de Waxx Music, explique le 23 septembre 2009 : « [...] Rendons à Placebo ce qui est à Placebo, qui a su mettre un peu d'eau dans son vin, de four dans son moulin, de cruche dans son eau, pour se renouveler un petit peu, faire évoluer sa musique, et accoucher d'un album qui vient effacer les déceptions qu'étaient leurs dernières productions. Plus qu'un nouvel opus, il s'agit sans doute d'un nouveau départ. Cette bataille pour le soleil aura donc permis à Placebo de venir à bout de l'éclipse, et d'apercevoir de nouveaux horizons. »,

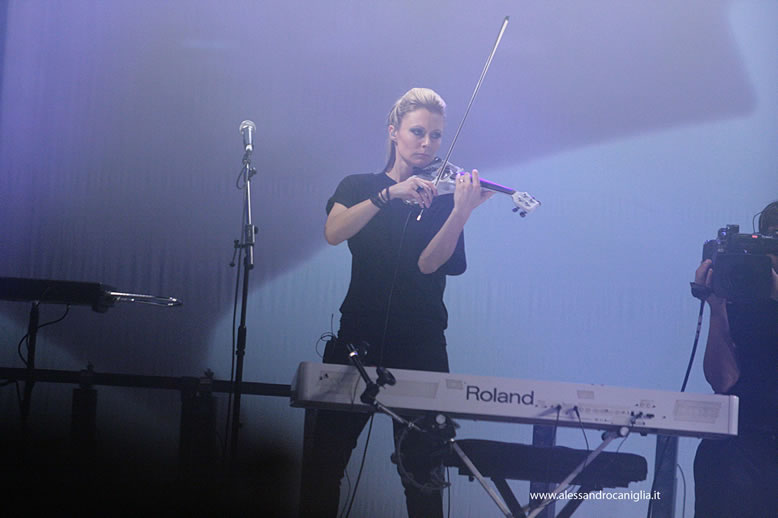
Fiona Brice avec Placebo à Bologne en novembre 2009.

Étrenné au printemps sur des concerts intimistes au cours desquels Steve Forrest gagne rapidement sa place dans le cœur des fans, Battle for the Sun ne perd rien de sa complexité en live puisque Fiona Brice, présente lors de l'enregistrement de l'album, accompagne désormais le groupe sur scène et joue notamment les cordes aux côtés de Nick Gavrilovic qui, lui, succède à Alex Lee.
Dorénavant composé de six membres pour ses apparitions, Placebo fut à l'affiche de la plupart des grands festivals de l'été 2009, jusqu'à ce qu'un malaise de Brian Molko sur scène début août au Japon interrompe la virée asiatique. Dans la foulée, Placebo se voit obligé d'annuler la tournée américaine prévue pour le début de l'automne. Au travers d'un documentaire sur la tournée en Asie intitulé Placebo - A New Tomorrow, réalisé par la chaîne anglaise Channel 4 et dont le commentateur n'est autre que Brian Molko, ce dernier confie, comme pour s'excuser auprès du public désabusé par ces annulations, à quel point la vie sur la route peut être éprouvante, expliquant aussi implicitement par là les raisons qui ont mené Placebo dans les troubles de l'année 2007.
La tournée mondiale de Placebo reprend fin octobre 2009 en France, juste avant que Placebo se voit décerner le prix du meilleur groupe indépendant aux MTV Europe Music Awards 2009 et donne le plus grand concert au Royaume-Uni de son histoire à l'O2 Arena de Londres, rompant avec sa volonté historique de ne jamais jouer dans les temples de la musique dominante (« mainstream ») en Angleterre. Placebo reprend sa tournée en 2010 dès le mois de février, en Asie, jusqu'à ce qu'en octobre 2010 les six derniers concerts de la tournée soient annulés en Espagne, au Portugal, en Corée et au Japon, à cause d'un problème de santé de Brian Molko,.
Le dernier concert de la tournée est donc celui donné à la Brixton Academy de Londres le 28 septembre 2010, lieu mythique des premiers concerts à succès du groupe et du tournage du clip d'Every You Every Me. L'enregistrement live de ce concert, intitulé We Come in Pieces pour reprendre le slogan de la tournée, sort en formats DVD et Blu-ray le 31 octobre 2011 sous le label Elevator Lady créé à la suite de la rétrocession par EMI au groupe des droits sur sa discographie passée. En 2011, Placebo ne donne que deux concerts, à Berlin et Stuttgart, dans le courant du mois d'août.

### Loud Like Love(2012–2015)

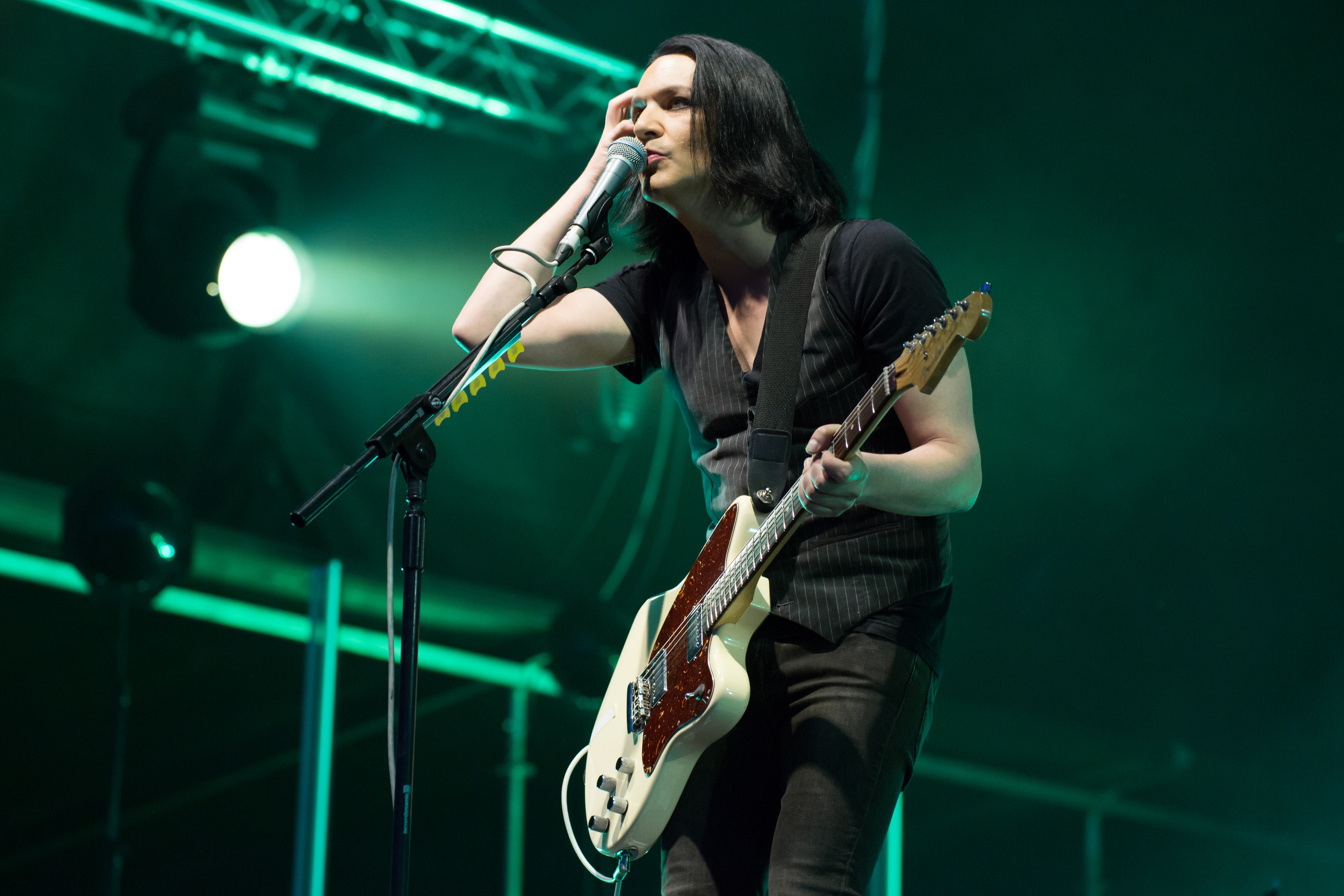
Placebo, lors du festival Le Weekend des Curiosités en 2015 à Ramonville-Saint-Agne.

Dès mars 2010, Placebo confirme son intention d'enregistrer un septième album, et quelques dates de festivals sont annoncées début 2012 pour l'été. En mai, un communiqué sur le site officiel annonce la volonté de sortir cet album au printemps 2013 et un premier single avant fin 2012. Le groupe entame une tournée estivale et joue à cette occasion le titre B3 qui sort en EP le 12 octobre 2012 avec la reprise de Minxus I Know You Want To Stop et trois titres inédits. Placebo quitte le label PIAS pour confier la distribution de ses productions à Universal Music, et conserve son nouveau label Elevator Lady.
Le nom et la date de sortie du nouvel album sont dévoilés le 21 mai 2013 : l'album s'intitule Loud Like Love (« fort comme l'amour ») et sa sortie est programmée pour le 16 septembre 2013. Le premier extrait de l'album est le titre Too Many Friends, sorti le 8 juillet 2013. Le titre Loud Like Love fait lui office de premier single pour les États-Unis, le Canada et l'Australie. L'album se classe dans les premières places des classements de ventes d'albums dans plusieurs pays, notamment l'Allemagne, la France et l'Italie, mais obtient des critiques plus mitigées que les albums précédents. Le style de l'album s'inscrit dans la continuité du précédent, avec des titres au son fort, « épiques » et « hard pop », et s'en démarque par un retour à des ballades. L'esprit général des textes des principaux morceaux cherche une célébration de l'amour et de la vie, en quête d'une certaine spiritualité. Le groupe assure une tournée européenne en novembre et décembre 2013. Après une tournée estivale à l'été 2014, ils repartent pour une tournée nord-américaine durant tout le mois d'octobre, pays qu'ils n'avaient plus visités depuis 2007.

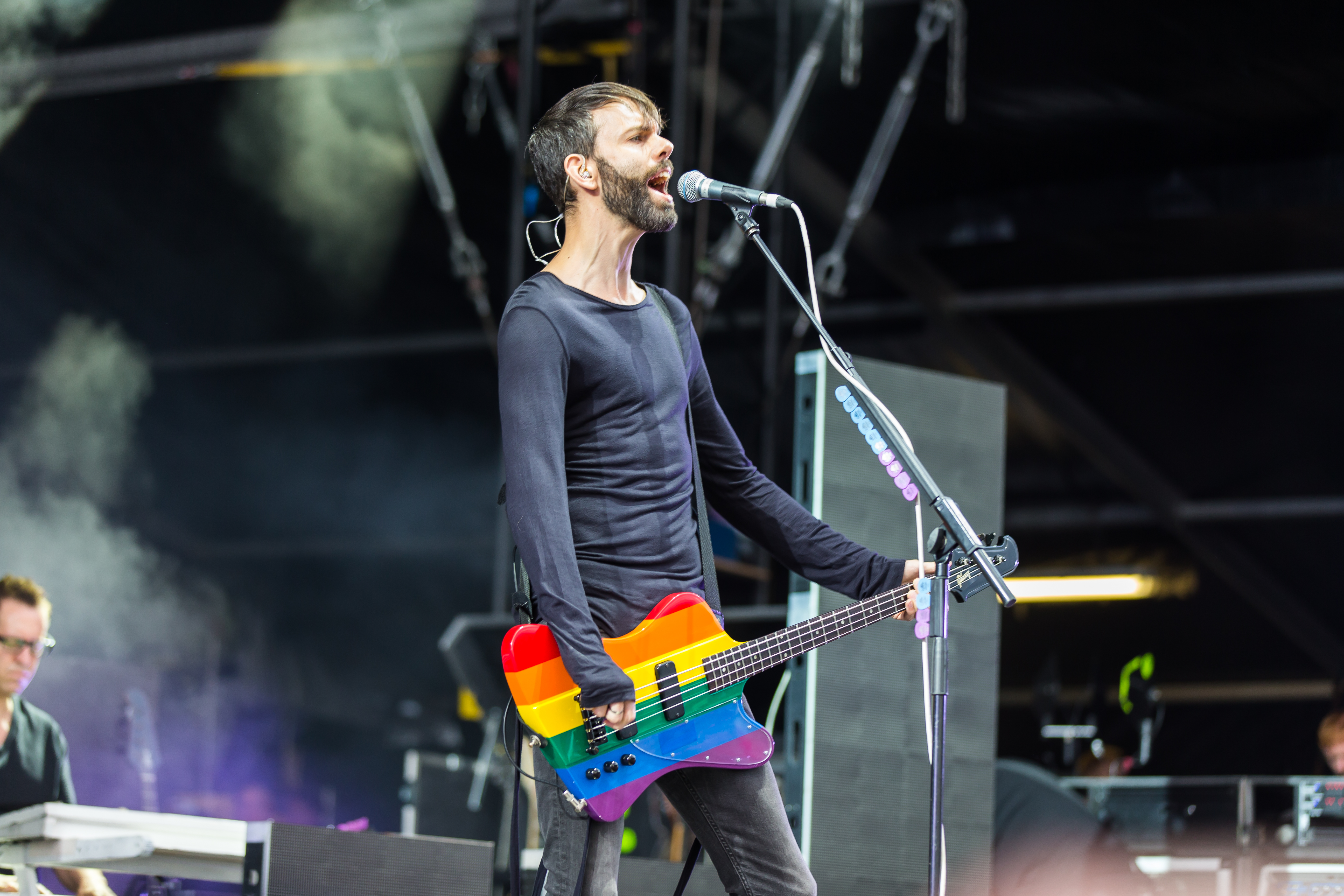
Stefan Olsdal et Bill Lloyd à l’arrière plan, au Rock'n'Heim Rock Festival à Hockenheim en août 2014.

Le 2 février 2015, Steve Forrest annonce son départ du groupe pour poursuivre des projets personnels. À l'aube de nouveaux concerts à donner au Royaume-Uni, c'est le batteur Matt Lunn, ancien batteur du groupe Colour of Fire qui avait fait des premières parties de Placebo en 2004, qui le remplacera en tant que musicien additionnel. Matt Lunn avait également enregistré avec Brian Molko et Stefan Olsdal une nouvelle version du titre I Know en 2008. Désormais, Placebo est un binôme autour duquel s'articulent les quatre musiciens additionnels (le nouveau batteur ne fait pas partie du noyau dur de Placebo, à l'inverse de ses trois prédécesseurs).

### 20 years of Placebo (2016-2018)
En octobre 2015, Placebo se produit à Londres lors d'un concert acoustique à MTV Unplugged au cours duquel de nombreux anciens titres sont rejoués et qui sort en CD, DVD, Blu-Ray et vinyle en Novembre 2015. La même année une compilation d'anciennes faces B intitulée B-Sides est rendue disponible en téléchargement et streaming, faisant suite à la sortie non désirée par le groupe en 2011 de l'album B-Sides 1996-2006.
L'année 2016 annonce les vingt ans de la sortie du premier album du groupe, et le début de deux ans d'une rétrospective dite "20 years of Placebo" : des rééditions vinyles limitées des cinq premiers albums sont proposées, de nombreuses vidéos d'anciens concerts sont partagées régulièrement sur les réseaux sociaux. Placebo annonce une grande tournée mondiale pour les vingt ans de carrière et la sortie d'un album rétrospectif intitulé A Place for Us to Dream (titre reprenant des paroles du morceau Narcoleptic) comprenant la plupart des singles du groupe et le nouveau single Jesus' Son. Sort également un EP intitulé Life's What You Make It comprenant la reprise du morceau de Talk Talk du même nom, Jesus' Son, et deux autres nouveaux titres de Placebo .
En mai 2016 le documentaire Alt. Russia est diffusé au Beat Festival Film de Moscou. Ce documentaire réalisé en 2014 par Charlie Targett-Adams lors de la tournée russe de Placebo suit le groupe dans sa rencontre avec la culture alternative russe et des artistes locaux ; le groupe ayant mis en avant son soutien aux minorités lors de cette tournée .
Des concerts ont lieu en 2017 et la tournée anniversaire prend fin en Australie à l'automne. En juin 2017, Fiona Brice annonce se retirer après près de dix ans de tournée avec Placebo, pour se concentrer sur ses projets personnels, et est remplacée par Angela Chan pour les derniers concerts.

### Never Let Me Go(depuis 2019)
Le 25 juillet 2019, Stefan Olsdal publie sur Instagram que Placebo travaille sur son huitième album et six mois plus tard, le 29 janvier 2020, le groupe annonce sa signature avec SoRecordings.
Ce n'est qu'en septembre 2021 que sort le premier single Beautiful James. Brian Molko déclare à cette occasion que l'album était presque fini en janvier 2020 mais que la crise sanitaire en a repoussé la sortie et la tournée, permettant au groupe de le peaufiner. L'album, intitulé Never Let Me Go, sortira le 25 mars 2022, alors que le second single Surrounded By Spies sort le 9 novembre 2021 et le troisième Try Better Next Time le 11 janvier 2022.

## Style musical
Brian Molko explique avoir « toujours été attiré par des groupes qui avaient une image forte, mais pour avoir une image forte il faut avoir une musique aussi complexe et sophistiquée pour la soutenir, autrement on devient un triomphe de style au-dessus de la substance. L'idée d'avoir une image forte, de la musique forte, de l'intelligence et de la passion, c'était notre idée quand on a commencé. » Adulé ou conspué, Placebo ne laisse jamais indifférent. Difficile d'accoler à Placebo un genre ou même d'en trouver une origine tant les membres qui le composent et l'ont composé viennent d'horizons différents. Basé à Londres, Placebo n'a pourtant rien d'un groupe anglais. C'est peut-être pour cela que, lorsqu'on demande à Brian Molko s'il a déjà entendu un groupe dont le son s'approche de celui de Placebo, il répond : « Non, je pense que c'est impossible. »

### Mélange des genres
Les membres du groupe ont acquis une certaine notoriété concernant leur orientation sexuelle. Brian Molko s'est souvent dit bisexuel et Stefan Olsdal s'est ouvertement déclaré homosexuel, détails qui ont leur importance concernant la compréhension de certains textes du groupe. Le groupe, ayant toujours été composé de trois membres, s'est souvent décrit comme cinquante pour cent homo et cinquante pour cent hétérosexuel. « C'était plutôt quelque chose de politique. Nous avions envie de faire une promotion de la tolérance et c'était plus un acte politique qu'un moyen de se faire de la publicité », explique Brian Molko.
L'image androgyne que Brian Molko s'efforce d'entretenir est expliquée par son attirance pour le théâtre mais aussi par la volonté de renverser les normes établies, notamment à l'égard des genres. Brian Molko et Stefan Olsdal se sont souvent entourés d'une ambiance glam', se produisant sur scène maquillés et vêtus de manière féminine, notamment durant la période de l'album Without You I'm Nothing. « Je pense que dans le monde de la musique, les gens n'ont pas envie d'aller voir un simple show avec des mecs qui arrivent de la rue en jeans et tee-shirts. Ils ont envie d'être emportés dans une autre dimension, un monde différent avec quelqu'un qui se situe bien au-dessus d'eux, sur la scène », note Stefan Olsdal.
Cependant, depuis l'album Sleeping with Ghosts, le groupe s'est voulu moins sexuellement chargé de manière à privilégier la musique, posture qu'il explique dans le documentaire intitulé The Death of Nancy Boy accompagnant l'album Meds. « Les gens ont arrêté de parler de la musique. Nous sommes devenus ce groupe travelo, un petit peu bourré. »

### Composition
Le style musical de Placebo a beaucoup évolué : du punk rock de son premier album à la hard pop de Battle for the Sun. Mais le son Placebo comporte une signature musicale, outre la voix singulière de Brian Molko, c'est la rythmique de guitare à la croche que l'on retrouve notamment sur le titre Every You Every Me. Sur les deux voire trois premiers albums la musique est « directe et sans fioriture, propulsée par la section rythmique basse-batterie » et « repose en général sur deux accords, dont un mineur ». La guitare est jouée en rythmique « assez soutenue » par Brian Molko, et il n'y a pas de place pour les solos. Les compositions se sont faites plus complexes avec le temps et ont inclus samples, pianos, synthétiseurs et violons. Stefan Olsdal s'est de plus en plus consacré à l'écriture et au jeu des parties de guitare meneuses, laissant sur scène la basse à William Lloyd pour de nombreux titres. Brian Molko s'est alors concentré sur la guitare rythmique chevillée aux power chords ; configuration beaucoup plus confortable pour assurer le chant en même temps.
Placebo utilise de nombreux accordages de guitare et basse, et principalement l'accordage en Fa La# Ré# Sol# Do Do. Cependant, l'accordage en Ré Sol Do Fa La La inauguré sur le titre Meds est utilisé sur la majorité des titres de l'album Battle for the Sun.

### Textes
Placebo est connu pour aborder une grande variété d'états émotionnels et principalement les déceptions amoureuses et relations tumultueuses. Nombre de textes de Placebo, écrits par Brian Molko à quelques exceptions près, ont rapport à l'amour, l'amitié et la perte. Souvent écrits à la première personne, ils se caractérisent par leur romantisme et suscitent l'empathie chez l'auditeur. Ils sont en grande partie autobiographiques sur les deux premiers albums et s'ouvrent plus sur l'extérieur à partir du troisième. « Quand vous essayez de faire de la musique universelle, vous vous tirez une balle dans le pied parce que vous tombez dans l'univers du cliché. Je pense qu'il est important d'écrire des chansons les plus personnelles possibles. Et puisque nous sommes tous faits des mêmes émotions, le fait qu'elles soient aussi personnelles les rend universelles », explique Stefan Olsdal.
Jusqu'à l'album Black Market Music, un certain nombre de textes ont explicitement fait référence au sexe et aux drogues (Teenage Angst, Special K, Commercial for Levi), alimentant l'image sulfureuse du groupe, mais ils se sont faits de plus en plus rares par la suite ou plus implicites. L'ambiguïté des textes reste la marque de fabrique de Brian Molko qui laisse à l'auditeur le soin d'interpréter à sa manière. Pour Molko, « ce que nous faisons, c'est nous préoccuper de la politique des émotions humaines, plus que d'autre chose. Et ce que nous essayons c'est de créer un lien émotionnel avec l'auditeur. Et nous essayons essentiellement de dire quelque chose sur la condition humaine, de dire quelque chose sur l'humanité. Nous essayons d'émouvoir les gens, de toucher leur cœur. Et je crois que parce que notre musique est honnête, ça marche. Il est question de passion, d'honnêteté, de vulnérabilité émotionnelle dans notre musique. Je crois que c'est la raison pour laquelle les gens la comprennent et qu'elle touche autant leur cœur. »

### Succès
Placebo rencontre un formidable succès en France et plus généralement dans les pays francophones (Belgique, Suisse). Outre les parfaite et partielle francophonies respectives de Brian Molko et Stefan Olsdal, ces derniers expliquent ce succès par la culture, puisqu'ils ont tous les deux passé leur adolescence au Luxembourg, mais également par une prédisposition du public français pour leur musique : « Dès le début, il y a toujours eu une histoire d'amour entre nous et le public français. Je pense que c'est parce qu'il y a un romantisme dans ce qu'on fait, un romantisme qui n'est pas sentimental mais qui vient de la tradition des gens comme Baudelaire par exemple. Et vous avez cette tradition littéraire, ici, en France, qu'on n'a pas... que les Anglais n'ont pas vraiment eu. Vous avez eu Verlaine, Rimbaud, Baudelaire... les surréalistes... vous avez eu Sartre et Camus, des gens comme ça. Alors quand même, les Anglais ont eu Oscar Wilde, mais ce n'est pas la même chose. »
Quatre albums de Placebo, de Black Market Music à Battle for the Sun, ont gravi la première marche du classement des meilleures ventes d'albums en France. Par ailleurs, Placebo a chanté trois de ses titres en français : Burger Queen français et Protège-moi, qui sont les traductions des titres Burger Queen et Protect Me From What I Want, ainsi que la face B Mars Landing Party, marquante par la trivialité de ses paroles.
Le succès de Placebo dans son pays d'origine a  diminué après les trois premiers albums et la direction musicale prise dès Sleeping with Ghosts. De même, l'intérêt des États-Unis pour le groupe reste tout à fait mitigé. En revanche d'autres pays latins que la France, comme l'Italie, l'Espagne ou le Mexique sont des terres de prédilection pour Placebo. Stefan Olsdal parle d'ailleurs couramment l'espagnol. L'Allemagne, les pays d'Europe de l'Est ou le Japon et la Corée du Sud sont des pays tombés plus récemment sous le charme du duo international.

## Membres

### Membres actuels
- Brian Molko - chant, guitare, piano (depuis 1994)
- Stefan Olsdal - guitare, basse (depuis 1994)
- Kevin Preston - guitare (depuis 2024)
- Tim Carter - guitare claviers (depuis 2024)
- Josh Freese - batterie (depuis 2024)

### Actuels musiciens additionnels
- Ray Suen - guitar claviers (depuis 2024)

### Anciens membres
- Steve Forrest - batterie, chœurs (2008-2015)[62]
- Steve Hewitt - batterie (1996-2007)
- Robert Schultzberg - batterie (1994-1996)

### Anciens musiciens additionnels
- Fiona Brice - violon, clavier, chœurs (2008-2017)
- Alex Lee - clavier, guitare (2006-2007) (tournée)
- Xavior Roide - clavier, guitare (2003-2005) (tournée)
- William Lloyd - basse (1998-2024)
- Nick Gavrilovic - clavier guitar  (2008-2024)
- Matt Lunn - batterie (2015-2024)
- Angela Chan - violon, clavier, chœurs (2017-2024)